# Fladderthorax
Fladderthorax is het ritmisch bewegen van een deel van de borstkas (thorax) wand. Hierbij zijn de bewegingen tegengesteld (paradoxaal) aan de normale bewegingen die de thorax maakt bij de ademhalingscyclus. Dit houdt in dat als de patiënt inademt (inspiratie) zal het segment naar binnen worden gezogen en bij uitademing (expiratie) wordt het naar buiten gedrukt. 
Fladderthorax wordt veroorzaakt door een serie ribfracturen die dusdanig gelegen zijn dat een segment van de thorax zijn verbinding kwijt is met de rest van de ribben. Dit kan enerzijds een groep (minimaal 3) opeenvolgende ribben zijn die op 2 plaatsen zijn gebroken of aan weerszijden van het borstbeen (sternum) een aantal ribben gebroken. 
Een fladderthorax is een ernstig letsel met een aanzienlijke kans op complicaties.